# Акт о Канаде 1982
Акт о Кана́де 1982 (англ. Canada Act 1982) — закон парламента Соединённого королевства, разорвавший последние конституционные и законодательные связи между Соединённым королевством и Канадой и ознаменовавший репатриацию канадской конституции. Он включает в себя Конституционный акт 1982 на двух официальных языках Канады: в приложении B — на английском языке, в приложении A — перевод на французский язык. Это единственный закон британского Парламента, одновременно изданный на французском и английском языках.
С 1982 года британский парламент лишился права изменять Акт о Британской Северной Америке 1867, который являлся канадской конституцией.

## История
Путь Канады к политическому самоуправлению начался с Акта о Британской Северной Америке 1867 (который теперь именуется Конституционным актом 1867). Этот Акт фактически образовал современное канадское государство, объединив Провинцию Канада (современные Онтарио и Квебек), Новую Шотландию и Нью-Брансуик в один доминион Британской империи. В Канаде была введена парламентская система правления вестминстерского типа. Конституционные обязанности британского монарха на канадской территории исполнял генерал-губернатор.
Несмотря на это, Соединённое королевство по-прежнему обладало в Канаде законодательной властью. Этого полномочия британский Парламент лишился по Вестминстерскому статуту 1931, который касался Канады и всех других доминионов (Австралии, Свободного государства Ирландия, Новой Зеландии, Южно-Африканского Союза и Ньюфаундленда). Второй Акт о Британской Северной Америке 1949 был также принят британским парламентом и предоставил Парламенту Канады полномочия по изменению конституции. Между тем, для внесения некоторых поправок к канадской Конституции по-прежнему было необходимо принятие закона британского Парламента.
Такой долгий процесс репатриации конституции во многом объясняется отсутствием консенсуса по вопросу о механизме изменения конституции, который был бы приемлем для всех провинций и особенно для Квебека.

## Ратификация акта
Акт о Канаде стал последним требованием канадского правительства по изменению конституции страны. После не очень многообещающих переговоров с провинциальными правительствами у Пьера Трюдо зародилась идея о том, что федеральный Парламент мог бы репатриировать конституцию в одностороннем порядке; между тем, Верховный суд Канады в своём Примечании о репатриации постановил, что согласно конституционным соглашениям (хоть и не прописанным в законах) была необходима значительная степень согласия со стороны провинций. Трюдо удалось убедить девять провинций из десяти путём дополнения конституции условием отступления от применения Канадской хартии прав и свобод. Единственной провинцией, не присоединившейся к этому соглашению, стал Квебек.
Со стороны британского правительства при принятии Акта не было никаких возражений, а ряд депутатов были даже удивлены, что такая аномалия по-прежнему имела место. В разделе 2 Акта о Канаде 1982 Соединённое королевство лишает себя права участия в будущих изменениях канадской конституции.
Акт о Канаде 1982 получил королевскую санкцию Королевы Канады Елизаветы II 17 апреля 1982 года на Парламентском холме в Оттаве. Монарх Великобритании по-прежнему остаётся монархом и главой государства в Канаде. Его конституционные полномочия в Канаде не были изменены настоящим Актом. Канада является совершенно суверенной на своей территории, и роль монарха Канады отлична от роли британского монарха.

## Прокламация Королевы Канады
Хотя Акт о Канаде 1982 получил королевскую санкцию 29 марта 1982 года в Лондоне, его канадский эквивалент Конституционный акт 1982 был обнародован в патентных письмах как нормативный акт королевы лишь во время её визита в Канаду.